# Ajak (Hongrie)
Pour les articles homonymes, voir Ajak (homonymie).
Ajak (hongrois : Ajak [ˈɒjɒk]) est une localité hongroise située dans le comitat de Szabolcs-Szatmár-Bereg.

## Histoire
Ajak est l'une des plus anciennes localités du comitat de Szabolcs. Son nom provient d’un patronyme et apparaît pour la première fois sous la forme Ayac dans un document de 1270. Sous le règne de Béla IV et de son fils Étienne V, des Coumans s’y sont installés grâce à une donation royale. Au fil du temps, ces populations se sont assimilées aux Hongrois.
Pendant la période de l’occupation ottomane, la commune a été presque entièrement dépeuplée.
Au XVIIIe siècle, des Slovaques puis des Hongrois venus du comitat de Heves y ont été réinstallés, occupant chacun des parties distinctes du village. Cette organisation a donné naissance à quatre quartiers : Nagyajak (Magyarvég), Faluderék, Kisajak et Tótvég. Les colons venus de Heves ont introduit la culture du tabac, qui est devenue une activité essentielle dans la région.
Au XIXe siècle, la commune a été frappée à deux reprises par des épidémies de choléra, en 1831 et en 1873.
Le 15 juillet 2013, sur proposition du ministre de l'Administration publique et de la Justice, Ajak a obtenu le statut de ville.

## Population

### Minorités culturelles et religieuses
En 2001, la population d'Ajak était composée à 98 % de Hongrois et à 2 % de Roms selon les déclarations des habitants.
Lors du recensement de 2011, 89,9 % des habitants se sont identifiés comme Hongrois et 1,6 % comme Roms, tandis que 10,1 % n'ont pas souhaité répondre. En raison des identités multiples, le total des pourcentages peut dépasser 100 %. La répartition religieuse était la suivante : 55,4 % de catholiques romains, 10,6 % de réformés, 20,8 % de catholiques grecs, 0,6 % sans affiliation religieuse et 12,2 % n'ont pas répondu.
En 2022, 93,3 % des habitants se sont déclarés Hongrois, 0,9 % Roms, 0,2 % Ukrainiens, 0,2 % Allemands et 2,1 % d'une autre nationalité non hongroise, tandis que 6,6 % n'ont pas répondu. Concernant la religion, 44,1 % étaient catholiques romains, 16,8 % catholiques grecs, 12,6 % réformés, 0,3 % d'autres confessions chrétiennes, 1,3 % sans affiliation religieuse, et 24,4 % n'ont pas donné de réponse.

## Équipements

### Vie culturelle
Ajak est réputée pour son costume traditionnel. Autrefois, des règles vestimentaires strictes s'appliquaient dès la naissance de l'enfant, et ce jusqu'à ses quatre ans, sans distinction de sexe. Par la suite, les vêtements variaient en fonction du sexe et de l'âge, devenant progressivement plus sombres. À partir de cinquante ans, les habitants s’habillaient exclusivement en noir.
Une tradition vestimentaire particulière s'était développée dans le village : les femmes portaient des robes de couleurs et de coupes différentes selon les quatre dimanches du mois, sauf en mai et en octobre, pour des raisons religieuses. Cette coutume était encore bien vivante dans les années 1960. Toutefois, l'habit traditionnel n'était porté qu'à l'intérieur du village ; lors des déplacements à l'extérieur, les habitants revêtaient des vêtements « étrangers », plus neutres.
La messe dominicale était un rendez-vous incontournable. Les femmes et les jeunes enfants s'y rendaient tôt le matin, tandis que les jeunes et les hommes partaient vers 10 heures, formant une procession qui remplissait les rues du village.
Ajak possède également une riche tradition de tissage, avec des motifs spécifiques tels que les retkes (motifs à pois), les roses, les œillets, les étoiles et les roses inclinées. Ces motifs étaient tissés sur des étoffes blanches avec des motifs rouges, verts et bleus. Les châles de fête, ornés de motifs alternant coqs et calices, étaient des pièces rares, seulement réalisées par une ou deux personnes dans chaque génération.
Aujourd’hui, la préservation de ces traditions est assurée par les écoles, les jardins d’enfants, ainsi que les groupes de cithare et de danse folklorique.

### Réseaux extra-urbains
Ajak est située dans la Grande Plaine du Nord, dans la partie nord du comitat de Szabolcs-Szatmár-Bereg. Environ un tiers de son territoire appartient à la région de Rétköz, tandis que les deux tiers restants font partie du Nyírség.
La commune est entourée par plusieurs localités. Au nord se trouve Kisvárda, à l’est Anarcs, au sud-est Gyulaháza, au sud-ouest Nyírtass, à l’ouest Pátroha et au nord-ouest Rétközberencs. La ville la plus proche est Kisvárda, située à environ six kilomètres.
Ajak est traversée par la route nationale 4, qui constitue son principal axe de connexion avec les régions plus éloignées du pays. Toutefois, cette route ne passe pratiquement pas par les zones habitées de la commune. À l’intérieur de la localité, la circulation se fait principalement par les routes 4145 et 41104. La commune est également reliée à son voisin du nord-ouest, Rétközberencs, par la route secondaire 38139.
Le transport ferroviaire est assuré par la ligne Budapest–Záhony, qui dessert Ajak par un arrêt situé à la périphérie nord-ouest de la ville. Cet arrêt est accessible par la route secondaire 38325, qui bifurque depuis la 4145.

## Patrimoine urbain
Ajak possède plusieurs édifices religieux et monuments commémoratifs.
Le temple réformé, d'origine romane, date du XIIIe siècle et se distingue par son plafond en bois peint du XVIIIe siècle. Le temple catholique romain, quant à lui, est construit dans un style tardo-baroque.
Parmi les monuments commémoratifs, on trouve le mémorial aux héros tombés pendant la Seconde Guerre mondiale, érigé en 1989, ainsi que le monument célébrant le 700e anniversaire de la commune, inauguré en 1993. Un mémorial du millénaire, conçu pour marquer l'an 2000, a été officiellement inauguré en 2001.

## Relations internationales

### Jumelages
- Lupeni (Roumanie)
- Čierna nad Tisou (Slovaquie)
- Hyżne (Pologne)
- Chaslivtsi (Ukraine)
- Velyka Dobron (Ukraine)
- Verbyazh (Ukraine)
- Aheloy (Bulgarie)